# Rudolf Christiani (ingeniør)
 Der er flere personer med dette navn, se Rudolf Christiani.
Fritz Rudolf Christiani (født 8. februar 1877 i Sakskøbing, død 20. december 1960 på Frederiksberg) var en dansk ingeniør, der sammen med Aage Nielsen i 1904 grundlagde det verdensomspændende ingeniør- og entreprenørfirma Christiani & Nielsen. Han var politiker for Venstre og sad i Folketinget og Landstinget i flere perioder.
Han var berømmet som et af Danmarks bedst kendte erhvervsledere og ingeniører i udlandet, men i de senere år er hans ry blevet blakket af afsløringer af, at hans firma aktivt påtog sig et væld af ingeniøropgaver for Nazityskland i Europa under 2. verdenskrig.
Rudolf Christiani var søn af sognepræst Fritz Holger Christiani (død 1931) og hustru Cecilie f. Pontoppidan (død 1936); gift (25/5 1909) m. Henriette, f. 28(7 1880 i Odense, død 1953, datter af gehejmekonferensråd, overpræsident Vald. Oldenburg (død 1918) og hustru Henriette f. Suenson (død 1895). Han blev student fra Slomanns Skole i 1894.
Efter endt uddannelse som polyteknisk kandidat i 1900 arbejdede han først hos B&W i København 1900-02, hvor han bl.a. kontrollerede et stort projekt i Tyskland. I 1902-03 rejste han til Frankrig, hvor han bl.a. studerede ved École des points et chaussées i Paris og kom dernæst til det franske firma Hennebique, der var kendt som innovativ brug af jernbeton. I 1903 arbejdede han for firmaet Carl Brandt i Düsseldorf. Tilbage i København dannede han, i 1904, sammen med fhv. premierløjtnant i Marinen Aage Nielsen firmaet Christiani & Nielsen.
På den politiske scene var han medlem af det liberale parti, Venstres, hovedbestyrelse og stillede op til folketingsvalget både i 1926 og 1929, uden dog at opnå valg. Det lykkedes nogle år senere, hvor han var medlem af Folketinget for Venstre for Randers Amtskreds 1932-35 og 1939-43. Han var Venstres delegerede ved Folkeforbundet 1934-39 og medlem af Udenrigspolitisk Nævn 1942-43. 1947-53 sad han i Landstinget. Han var Kommandør af 1. grad af Dannebrog og Dannebrogsmand.
Rudolf Christiani var medlem af bestyrelsen for A/S Titan 1916-36, for De Danske Sukkerfabrikker 1933-43, for Nationalforeningen til Tuberkulosens Bekæmpelse 1928-51, for Vejlefjord Sanatorium 1916-50 og for Venstreklubben 1922-53; formand i bestyrelsen for A/S Atlas 1930-42, for det Reckske Legat fra 1922 og for Section Danoise de la St. des Ing. Civils de France 1936-39; dr.-ing. h.c. ved den tekniske højskole i Braunschweig 1927, æressenator smstds 1953; æresmedlem af Tysklands Hafenbautechnische Gesellschaft 1939 og af Hamburgs arkitekt- og ingeniørforening 1952; tildelt den franske ingeniørforenings Coiseau guldmedalje 1942.
Sønnerne Alex og Henning Christiani var også ingeniører, og Alex Christiani overtog i 1946 chefstolen efter faderen, der var blevet voldsomt kompromitteret af det ivrige samarbejde med Nazityskland.